# Crete Challenger 2025
Il Crete Challenger 2025 è stato un torneo maschile di tennis professionistico. È stata la 1ª edizione del torneo, facente parte della categoria Challenger 50 nell'ambito dell'ATP Challenger Tour 2025, con un montepremi di 54 000 €. Si è giocato dal 3 al 9 marzo 2025 sui campi in cemento di Chersonissos, in Grecia.

## Partecipanti

### Teste di serie
| Nazionalità   | Giocatore              | Ranking* | Testa di serie |
| ------------- | ---------------------- | -------- | -------------- |
| Kazakistan    | Timofej Skatov         | 181      | 1              |
| Uzbekistan    | Khumoyun Sultanov      | 220      | 2              |
| Taipei cinese | Wu Tung-lin            | 235      | 3              |
| Lituania      | Edas Butvilas          | 236      | 4              |
| Spagna        | Javier Barranco Cosano | 249      | 5              |
| Lussemburgo   | Chris Rodesch          | 264      | 6              |
| Ungheria      | Zsombor Piros          | 265      | 7              |
| Italia        | Lorenzo Giustino       | 268      | 8              |

* Ranking al 24 febbraio 2025.

### Altri partecipanti
I seguenti giocatori hanno ricevuto una wild card per il tabellone principale:
- Federico Cinà
- Stefanos Sakellaridis
- Pavlos Tsitsipas

I seguenti giocatori sono passati dalle qualificazioni:
- Aslan Karacev
- Keegan Smith
- Miloš Karol
- Ryan Peniston
- Stuart Parker
- Marcello Serafini

Il seguente giocatore è entrato in tabellone come lucky loser:
- Alexandr Binda

## Punti e montepremi
| Torneo    | Torneo              | V     | F     | SF    | QF    | 2T  | 1T  | Q | Q2  | Q1  |
| Singolare | Punti               | 50    | 25    | 14    | 8     | 4   | 0   | 3 | 1   | 0   |
| Singolare | Premi in denaro (€) | 4 910 | 2 950 | 1 735 | 1 000 | 600 | 360 | – | 180 | 110 |
| Doppio    | Punti               | 50    | 25    | 14    | 8     | –   | 0   | – | –   | –   |
| Doppio    | Premi in denaro (€) | 1 900 | 1 110 | 670   | 390   | –   | 225 | – | –   | –   |

## Campioni

### Singolare
Edas Butvilas ha sconfitto in finale  Stuart Parker con il punteggio di 6–3, 6–3.

### Doppio
Juan Carlos Prado Ángelo /  Mark Whitehouse hanno sconfitto in finale  Dennis Novak /  Zsombor Piros con il punteggio di 7–6(7), 6–2.